# District d'Oberwart
Pour la commune, voir Oberwart.
Oberwart est un Bezirk (district) du Land autrichien de Burgenland.
Le district de Oberwart est constitué des municipalités suivantes :
- Bad Tatzmannsdorf
- Badersdorf
- Bernstein
- Deutsch Schützen-Eisenberg
- Grafenschachen
- Großpetersdorf
- Hannersdorf
- Jabing
- Kemeten
- Kohfidisch
- Litzelsdorf
- Loipersdorf-Kitzladen
- Mariasdorf
- Markt Allhau
- Markt Neuhodis
- Mischendorf
- Neustift an der Lafnitz
- Oberdorf im Burgenland
- Oberschützen
- Oberwart
- Pinkafeld
- Rechnitz
- Riedlingsdorf
- Rotenturm an der Pinka
- Schachendorf
- Schandorf
- Stadtschlaining
- Unterkohlstätten
- Unterwart
- Weiden bei Rechnitz
- Wiesfleck
- Wolfau